# トヨタF1
トヨタF1（TOYOTA F1）は、日本のトヨタ・モータースポーツ（TMG）が運営したF1コンストラクター。2002年（平成14年）から2009年（平成21年）までF1世界選手権に参戦した。レーシングチームの正式名称は「パナソニック・トヨタ・レーシング」(Panasonic TOYOTA Racing) 。母体は自動車メーカー「トヨタ自動車」。

## 概要
ドイツ・ケルンのトヨタ・モータースポーツ有限会社 (Toyota Motorsport GmbH、TMG) を母体とし、2000年（平成12年）に発足した。なおF1チームの国籍登録は日本としており、日本人技術者は2005年時点で30人強が派遣されていた。
自作のシャシーでF1に参戦する日本国籍のコンストラクターとしては、1960年代のホンダ、1970年代のマキ、コジマに続いて4チーム目となる。さらにエンジンを含め、車体全てを自作するフルコンストラクターとしては、ホンダに続く2例目となる。F1マシンの設計・製作・メンテナンスはTMGが行い、中長期的な研究開発 (R&D) は日本の静岡県にあるトヨタ東富士研究所が担当した。他にフランスのマルセイユ近郊のル＝キャステレにあるポール・リカール・サーキットをテストコースとして使用していた。
2002年（平成14年）開幕戦よりF1に参戦し、2009年（平成21年）最終戦後に撤退を表明した。8年間の活動における決勝レースの最高成績は2位（5回）、予選ではポールポジション3回を獲得。コンストラクターズ順位は最高4位（2005年）だった。日本のF1コンストラクターでポールポジションと表彰台を獲得できたのはホンダとトヨタのみである。一方でトヨタは2位には何度か上がりながら、優勝にだけは手が届かなかった。

## 歴史

### 参戦決定までの経緯
トヨタのヨーロッパにおけるレース活動としては、世界ラリー選手権 (WRC) においてトヨタのワークス・チームであったトヨタ・チーム・ヨーロッパ (Toyota Team Europe、TTE) が1972年（昭和47年）から1999年（平成11年）までの28年間世界ラリー選手権に参戦し、日本車メーカー史上初を含むドライバーズタイトル4回（1990年・1992年・1993年・1994年）、マニファクチャラーズタイトル3回（1993年・1994年・1999年）を獲得する活躍を見せていた。またTTE以外では、関連会社のトムスと組んで、1985年から1992年までル・マン24時間レースやスポーツカー世界選手権に参戦するなど幅広い活動を行っていた。一方F1に関しては何度かエンジン供給の話が噂に上がってはいたがいずれも幻となっていた。1980年代にロータスと技術提携した際、チーム・ロータスへ供給するターボエンジンを試作したことがあったが、チームの体制変動により計画は立ち消えとなっている。1991年（平成3年）にトムスがアラン・プロスト、ジョン・バーナードらと共にF1参戦を試みた際にはエンジン供給を断っている（詳しくはプロスト・グランプリを参照）。
しかし90年代のWRCはエントラント・優勝車ともに日本車メーカーがほぼ独占状態であったためヨーロッパでの人気低下が著しく、加えて同じカテゴリで勝ち続けることへの不安の声も社内で大きくなっていた。そこで1997年にトヨタ自動車社長に就任した奥田碩は、ヨーロッパにおける新たなブランドイメージ作りとシェア拡大、若者に対するアピールなどを目的として、1997年（平成9年）よりF1への転身の本格的な検討に入り、同年11月には社内決定。1999年（平成11年）1月21日、記者会見において奥田が「21世紀初頭からF1世界選手権に参戦する」ことを正式に表明した。
自動車メーカーがF1に新規参入する場合、有力なシャーシコンストラクターと組むか買収することが勝つための常識とされていたが、トヨタはエンジンから車体設計まで全て自社製で参戦することを選択した。当初は2001年（平成13年）より参戦を開始する予定だったが、F1のエンジンレギュレーション変更などの関係で準備が遅れ、結局2002年にデビューすることが決まった。
参戦表明した当時、エントリー可能なチーム数は12までという規定があり、トヨタは国際自動車連盟 (FIA) に4,800万ドル（当時の為替レートで約49億円）という巨額の供託金を納めて、残り1枠を仮押さえした。2000年に参戦すれば供託金は全額返還、2001年ならば1,200万ドルが没収されるという仕組みだったが、トヨタはさらに1年遅れたため、4,800万ドル全額が没収された。

### 準備期間

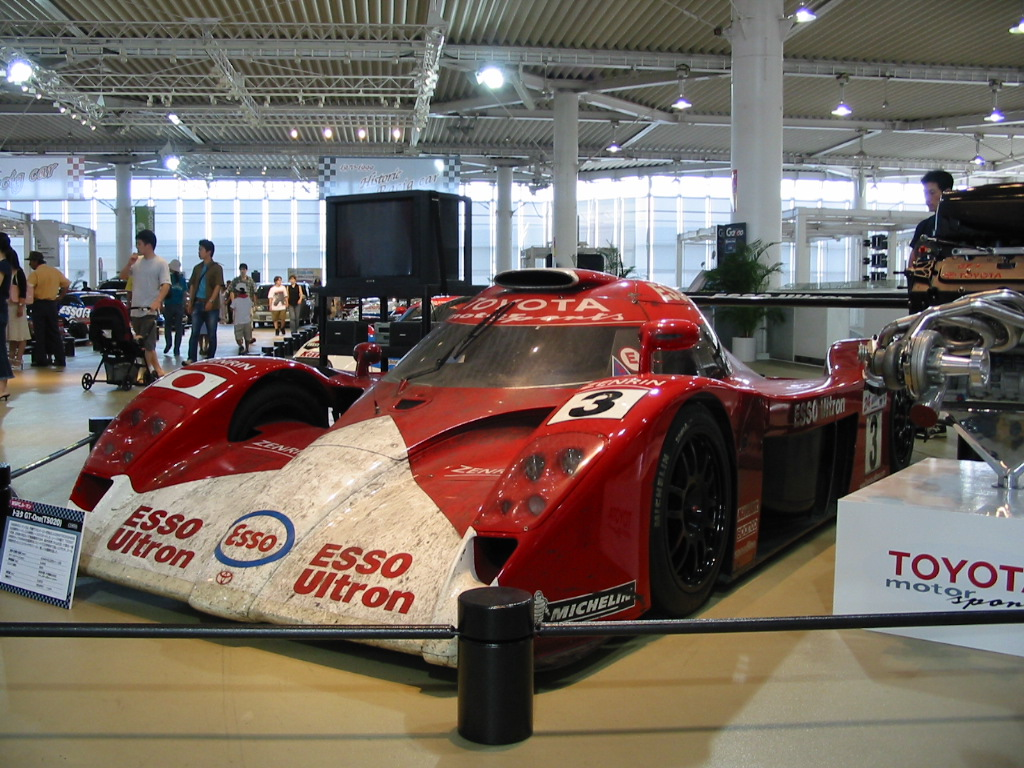
TS020（1999年仕様）

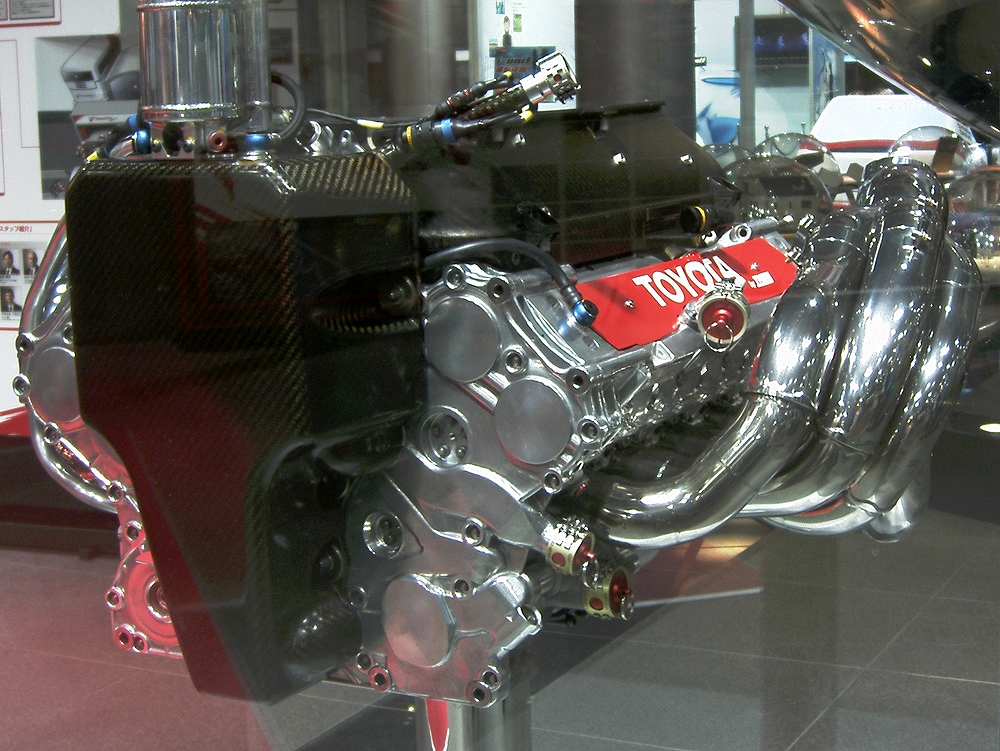
TF101用RVX-01エンジン

TTEにはサーキットレースの経験がなかったため、F1への予行演習としてTS020を開発し、1998年・1999年のル・マン24時間レースに参戦した。なおTMG側がF1参戦のことを知らされたのは1998年ル・マンが終わってからであった。1999年をもってWRCとル・マン参戦を終了し、2000年（平成12年）よりケルンのTMG施設を拡張してF1への準備が行われた。
F1チームの開発責任者には、ル・マンで2位を獲得したTS020のデザイナーであるアンドレ・デ・コルタンツが就任した。なおマクラーレンのエイドリアン・ニューウェイにもオファーを出したが、勤務地がドイツであることを理由に断られている。ヤマハ発動機と資本提携および高回転エンジン開発に関する技術提携を行い、TS020をテストカーとしてTMGとポール・リカール・サーキットでの研究開発が始められた。
ドライバーはアラン・マクニッシュとミカ・サロが起用された。マクニッシュは1999年のル・マンにトヨタチームで参戦したドライバーであり、またサロは日本語でのコミュニケーション能力があるなど、このドライバー・ラインナップはマシン開発を重視したものであった。
2001年（平成13年）にはテストカーTF101を発表し、各地のGPサーキットで精力的にテスト走行を続けた。しかし、結果が芳しくないことからコルタンツを解雇し、同年5月に本格参戦用マシンの開発責任者として、グスタフ・ブルナーをミナルディから雇い入れた。ブルナーは幾多のチームを渡り歩いた末、ミナルディでは「全体を見回しやすい小規模なチームでの仕事が好ましい」と感じて、他チームからのオファーを断っていた。彼の突然の移籍は驚きをもって迎えられ、ミナルディの新オーナーとなったポール・ストッダートは、「金の力でブルナーを釣り上げていった」とトヨタに対して怒りを隠さなかった（ただしこのような引き抜きはF1では珍しいことではない）。

### F1参戦

#### 2002年

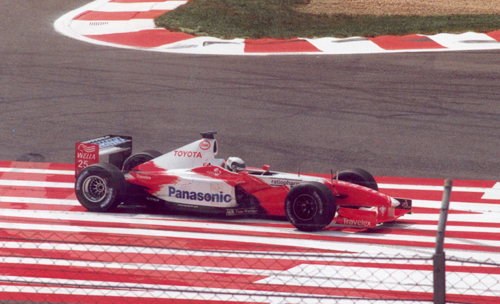
2002年フランスGPのTF102。ドライバーはマクニッシュ

ドライバーは、前年発表されたミカ・サロとアラン・マクニッシュに加えて、テストドライバーにステファン・サラザンを起用した（なお、サラザンは後に2012年、FIA 世界耐久選手権（WEC）参戦にあわせて再びトヨタに加入した）。
参戦初年度、開幕戦オーストラリアGPで6位入賞を果たし、最初の目標をクリアした。その後もブラジルGPで6位入賞したがその後ポイントを上げることが出来ず、結局この2回の入賞に終わった。
自社風洞の完成が遅れていたため、TF102は当初より空力面のダウンフォース不足が明らかになっていた。レース途中でのリタイアも多く、下位チームのひとつであったミナルディよりも総合成績で敗れ、コンストラクターズランキング10位と実質最下位に終わり（アロウズがシーズン途中で撤退したため）F1の世界の厳しさを味わう1年となった。

#### 2003年

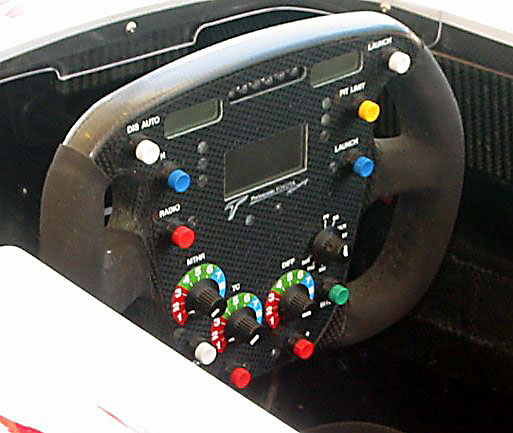
TF103のステアリングホイール

ドライバーを一新し、ベテランのオリビエ・パニスがB・A・Rから加入し、チームメイトには2002年のCARTシリーズでトヨタエンジンユーザー初のチャンピオンとなったクリスチアーノ・ダ・マッタに変更した。
シーズン開始直後に、トヨタF1チーム社員によるフェラーリへのスパイ疑惑事件が発生した。これはトヨタのTF103が、前年のフェラーリ・F2002に酷似した部分があるとして問題になったもので、これら元従業員は疑惑が持ち上がった際直ちにトヨタを解雇され、2005年（平成17年）11月には起訴された。容疑者はトヨタのコンピュータから収集された証拠を突きつけられたために罪を認めたと言われているが、トヨタ側はその後の開発は実質上トヨタが行っており、これをフェラーリに与えることは彼らに大きなアドバンテージを与えるとして、フェラーリにソフトウェアを返却することを拒否した。
この年は、予選では2台揃ってトップ10に入ることも多かったが、前年からの改善がほとんどないため決勝ではレースペースが伸びないことが欠点だった。7回入賞して獲得ポイントを16に伸ばし、コンストラクターズランキングは8位となった。また、TTEの設立者であるオベ・アンダーソンがチーム代表を離れて相談役に退き、冨田務がTMG会長と新チーム代表を兼任することになった。

#### 2004年

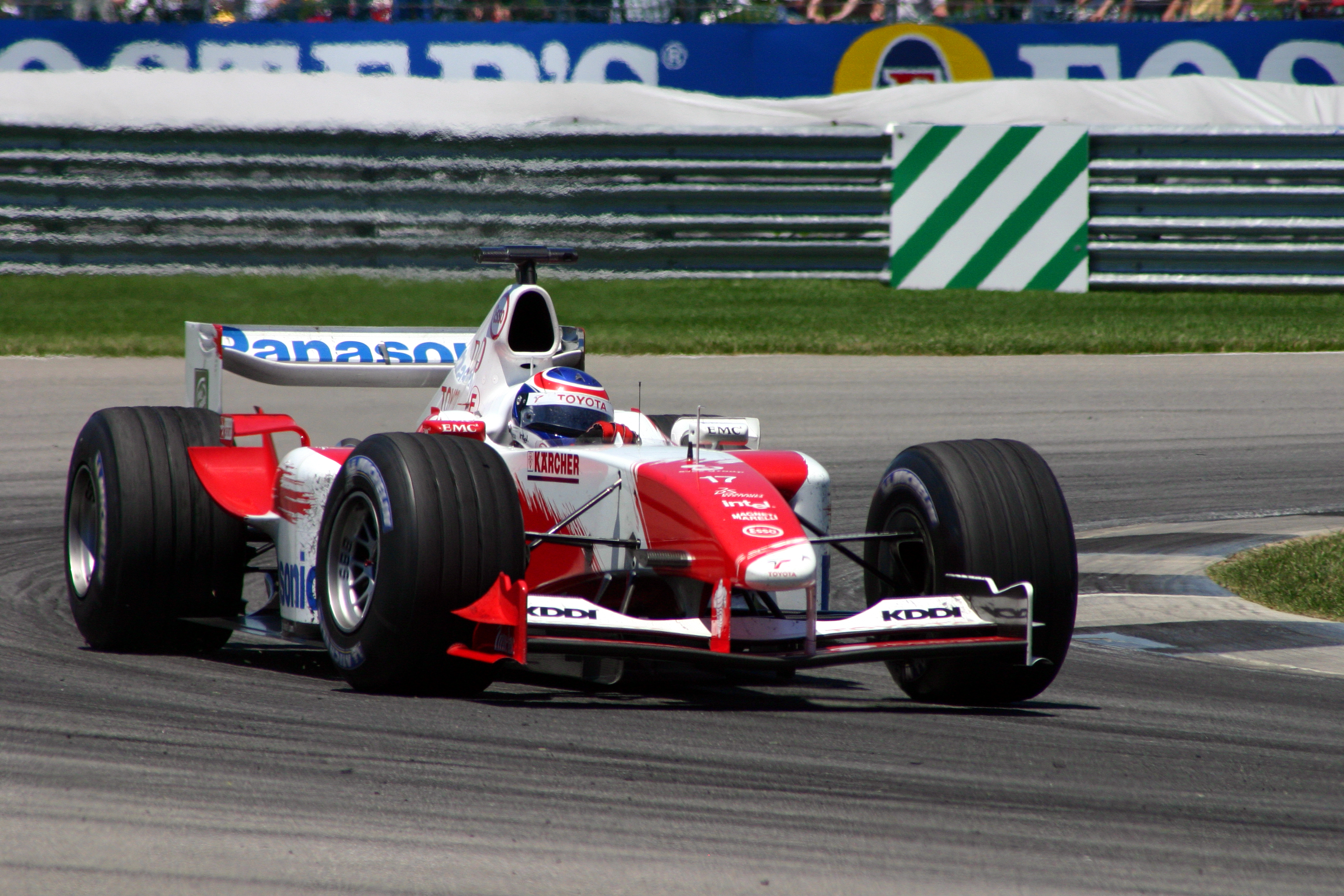
2004年アメリカGPのTF104。ドライバーはパニス

2003年12月にルノーからマイク・ガスコインがテクニカルディレクターとして加わり、技術部門を統轄することになった。ブルナー作のTF104の性能が低かったことから、ガスコインが改変作業を主導し、シーズン中にTF104Bを投入することになる。
ドライバーはパニスとダ・マッタが続投したが、成績不振からダ・マッタはチームとの関係が悪化し、第12戦ドイツGP終了後にダ・マッタは解雇され、そのシートには中国GPまでテストドライバーのリカルド・ゾンタが、日本GP以降は既に来シーズンからのトヨタ加入が決まっていたヤルノ・トゥルーリが座った。また、パニスが日本GPを最後に引退したため、最終戦ブラジルGPは再びゾンタがドライブした。
コンストラクターズランキングは前年と変わらず8位だったが、獲得ポイントは9点に減った。

#### 2005年

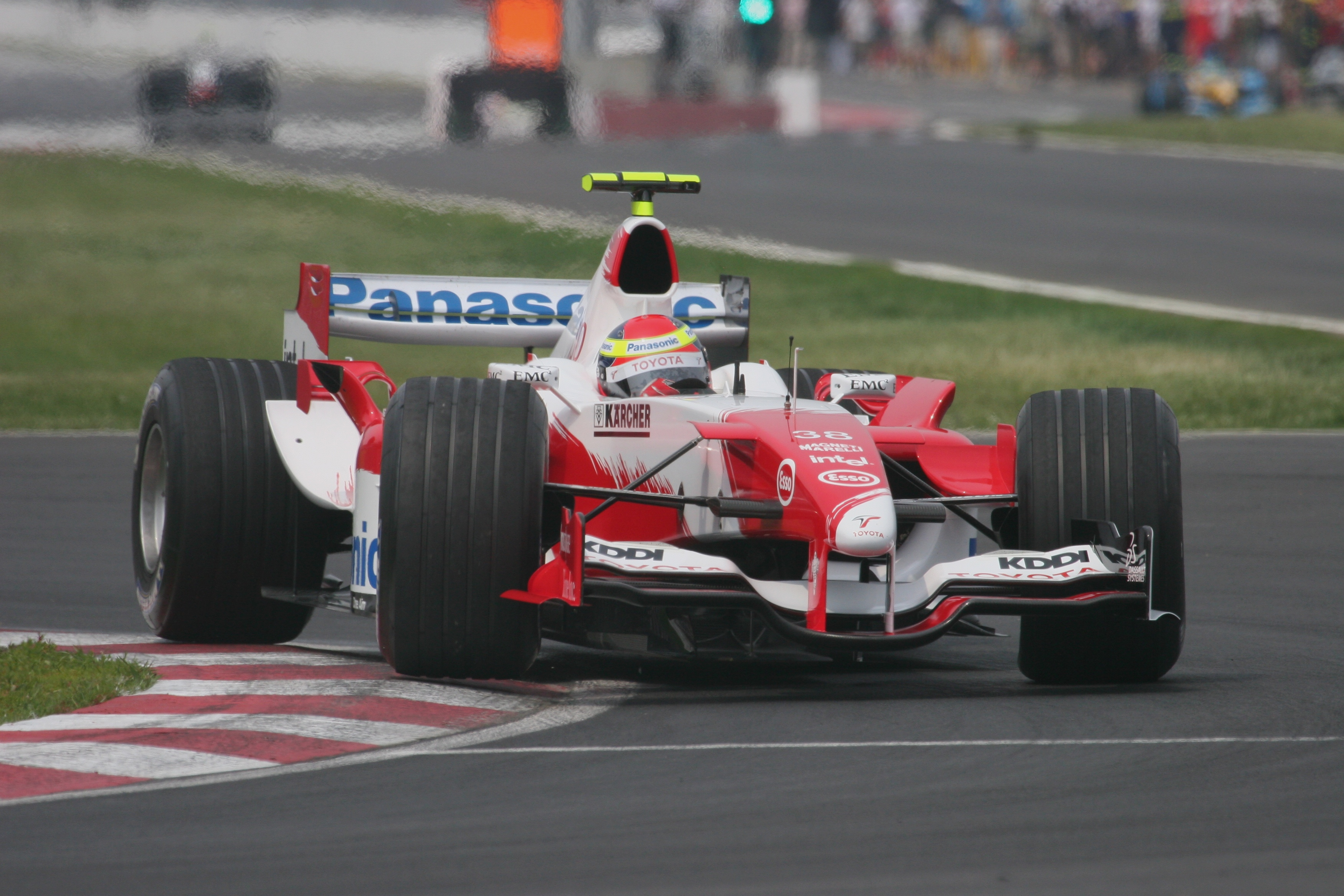
2005年カナダGPのTF105。ドライバーはリカルド・ゾンタ

新たにラルフ・シューマッハがチームに加わり、前年末から引き続きのトゥルーリという組み合わせとなった。アメリカGPではフリー走行中にシューマッハが負傷したため、ゾンタが代役出場したが、他のミシュランタイヤ勢と一緒にレースを棄権した。
ガスコインが新車TF105の設計に本格的に参加し、トヨタチームの潤沢なリソースを効果的に活かしたことで、同チームにとってはそれまでで最も良いシーズンとなった。トゥルーリは第2戦マレーシアGPでチームの初表彰台（2位）、アメリカGPでは初ポールポジションを獲得。シューマッハも日本GPでポールポジションを獲得した。ふたりで表彰台計5回をはじめとしてコンスタントにポイントを獲得し、コンストラクターズランキング4位（88点）の成績を収め、大健闘といえる結果になった。
この年からカスタマーエンジンの供給活動も開始し、ジョーダン（2006年はジョーダンを買収したMF1レーシング）と契約した。

#### 2006年

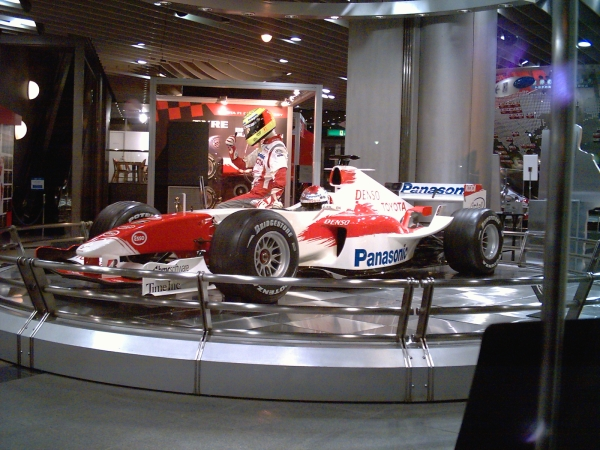
TF106B アムラックス1Fに展示(2006年)

前年の結果から好成績が期待されたが、タイヤをミシュランからブリヂストンにスイッチした結果、タイヤの性能をうまく発揮させることが出来ず、苦戦を強いられる事となった。
4月にテクニカルディレクターのマイク・ガスコインを解雇して体制を刷新。モナコGPから改良型のTF106Bを投入した結果コンスタントにポイント獲得できるようになったが、大勢を覆すことはできず、表彰台はオーストラリアGPでのシューマッハの3位のみで、コンストラクターズランキング6位（35点）と前年に比べると期待外れの結果となった。

#### 2007年

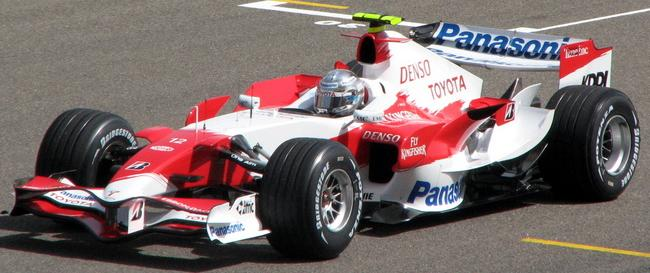
2007年バーレーンGPのTF107。ドライバーはトゥルーリ

レギュラードライバーは前年と同様シューマッハとトゥルーリだったが、テストドライバーのゾンタとパニスがチームを離れ、新たにフランク・モンタニーがテストドライバー兼リザーブドライバーとして加わった。またエンジン供給先をウィリアムズに変更し、技術提携などを図ることとなった。なおこの縁でトヨタ・ヤングドライバーズ・プログラム (TDP) の中嶋一貴が同年最終戦以降ウィリアムズから参戦している。
このシーズンは予選ではトップ10に入ることが多かったが、決勝でのレースペースが安定せずリタイアが多く、また完走しても下位に終わることが多かった。特に無線ではシューマッハ、トゥルーリ共々マシンバランスの悪さやグリップの無さを訴える場面が国際映像でも多く見られた。鈴鹿に替わり、トヨタが買収した富士で開催された日本GPでもノーポイントに終わった。結局この年の最高位は6位で一度も表彰台に上ることなくコンストラクターズランキングは6位（13点）となり、トヨタエンジンを搭載するウィリアムズ（4位）よりも下になった。
この年スーパーアグリとトロ・ロッソがコンコルド協定に違反して他のコンストラクターが作ったマシンを流用しているとして、スパイカーが調停裁判を起こした、いわゆるカスタマーカー問題では、ルノーとともにスパイカーを支持した。
同年6月には設立準備期よりF1プロジェクトを率いてきた冨田務が人事異動により富士スピードウェイの会長に就任。TMG会長とチーム代表の職を山科忠に譲った。3年間在籍していたシューマッハはこの年限りでF1を引退し、またこの年加入したモンタニーも11月のバルセロナテストを最後にチームを離れた。

#### 2008年

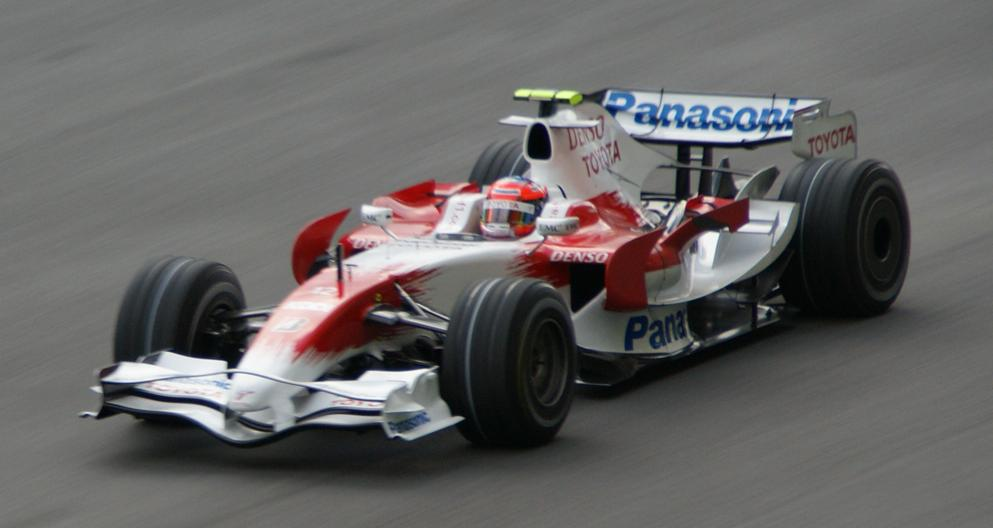
マレーシアGPのTF108。ドライバーはグロック

2008年（平成20年）はヤルノ・トゥルーリに加え、2007年GP2チャンピオンであり、3年ぶりのレギュラーシート獲得となるティモ・グロックがラルフ・シューマッハにかわって加入した。サードドライバーにはTDPドライバーである小林可夢偉を起用した。ウィリアムズにも引き続きエンジンを供給している。
この年は、シーズン当初からトゥルーリが速さを見せ、フランスGPではチームにとって2006年オーストラリアGP以来となる3位入賞を果たした。フランスGP前に元代表であるオベ・アンダーソンが交通事故死しており、彼に捧げる3位表彰台となった。グロックもシーズンが進むにつれて調子を上げハンガリーGPでは2位入賞した。コンストラクターランキングは5位（56点）。

#### 2009年

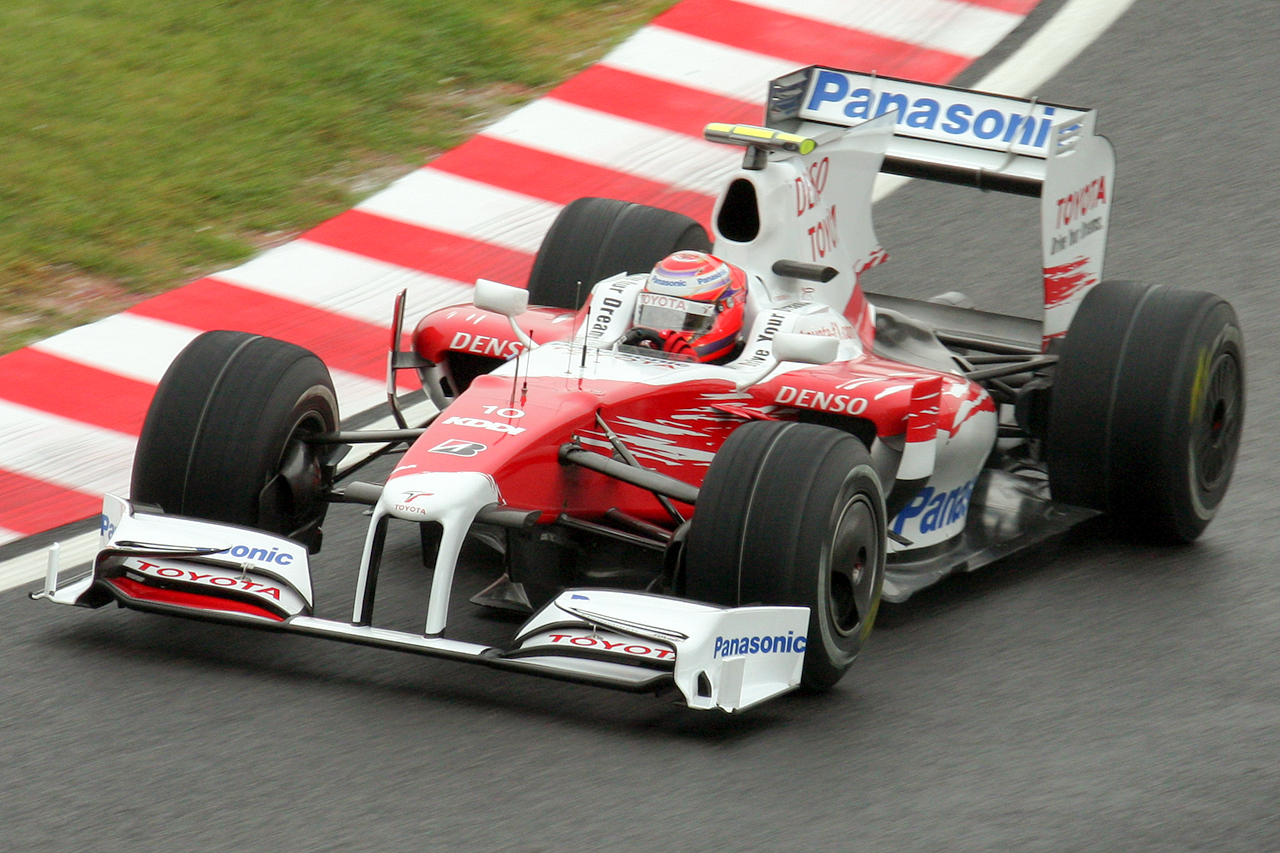
日本GPのTF109。ドライバーは小林可夢偉

2009年（平成21年）は引き続きトゥルーリとグロックのコンビで臨んだ。2009年1月15日に新車TF109を発表したが、F1界全体を覆うコスト削減への流れに合わせ、これまで行っていた新車発表会は行わず、代わりにインターネット上で全世界に向けて公開した。
トヨタはブラウンGPやウィリアムズと共に新レギュレーションの盲点を突く「マルチディフューザー」を開発。他チームから抗議されたが、FIA国際控訴審で合法と認められた。
開幕戦のオーストラリアGPではリアウイングの規定不適合から予選失格となり、決勝を最後尾からスタートしながらトゥルーリが3位、グロックも4位でゴールした。マレーシアGPでもグロックが3位、第4戦バーレーンGPではチーム初の予選フロントロー独占を果たして初優勝が期待されたが、決勝ではタイヤ戦略に失敗してトゥルーリが3位となった。このレースとヨーロッパGPではファステストラップをマークした。
中盤戦は不振にあえいだが、第14戦シンガポールGPではグロックが、第15戦日本GPではトゥルーリがともに2位を獲得。日本GPで日本チームが表彰台に上るのは初となり、これがトヨタF1の最後の表彰台となった。第16戦ブラジルGPでは、前戦予選で負傷したグロックに代わってリザーブドライバーの小林可夢偉がF1デビューした。最終戦アブダビGPでは小林が6位に入賞し、2007年の佐藤琢磨（スーパーアグリ）以来2人目となる完全日本製パッケージ（日本のコンストラクター・日本人ドライバー・日本製エンジン・日本製タイヤ）でのポイント獲得を達成した。
獲得ポイント59.5点、コンストラクターズランキング5位という成績は前年とほぼ同じであったが、翌年に期待を持たせる形でシーズンを終了した。

### F1撤退
リーマンショックに端を発する経済状況悪化により、2008年をもってホンダがF1から撤退。トヨタ本社も2009年3月期の連結決算で59年ぶりの赤字を計上したことから、年間数百億円の予算を投じるF1活動の見直しが囁かれるようになった。トヨタ傘下の富士スピードウェイはF1開催権の返上を表明し、ウィリアムズとのエンジン供給契約も打ち切りが決定した。
トヨタは2009年7月にコンコルド協定の延長案にサインし、2012年までは参戦継続することを表明した。しかし、同時期には本社役員会で撤退案が討議されるようになり、TMG社長ジョン・ハウェットと副社長の木下美明がマネジメント・バイアウト (MBO) を行い、トヨタから独立してチームを存続するプランも検討された。新チーム名の候補としては不死鳥を意味する「フェニックス」が挙がっていたが、最終的にトヨタはF1から完全撤退する道を選んだ。
最終戦アブダビGPから3日後の11月4日、記者会見において、トヨタ自動車の豊田章男社長が2009年シーズンをもってF1から撤退することを発表した。豊田自身、社長就任前には自らドライバーとしてニュルブルクリンク24時間レースに出場するなどモータースポーツ応援推進派として知られるが、記者会見では「社長になり立場が変わったところもあります」と口をかたく閉じ、苦渋の決断であることを窺わせた。また、記者会見に同席したチーム代表の山科忠は「一緒に苦労してきた仲間のことが頭をよぎるんです…」と涙を見せた。
一方で、FIAはトヨタのこの決定に法的な問題がないかを改めて調査する意向を示した。トヨタと同じく2009年限りで撤退するBMWはコンコルド協定にサインしていなかった。11月30日にFIAが発表した2010年のF1エントリーリストでも「TMGはコンコルド協定にサインしておりチームとして参戦する」と異例の注釈が付けられた。F1チームの連合体であるフォーミュラ・ワン・チームズ・アソシエーション (FOTA) は、FIA同様にトヨタの決定に「失望 (Disappointment) 」を表明したが、一方で大手自動車メーカーにとって厳しい経済状況であるという事に理解を示し、この8年間にわたるトヨタF1チームの貢献と活躍を称えた。
11月22日、トヨタモータースポーツフェスティバルが富士スピードウェイで行われ、今季限りの撤退が決まったトヨタのマシン (TF109) にヤルノ・トゥルーリと小林可夢偉が乗り、ラストランを行った。

### その後

#### 提携交渉
トヨタはドイツのケルンにあるTMGの施設等は売却せず、今後もヨーロッパにおけるトヨタのモータースポーツ活動拠点として利用し続ける方針としたため、過去に同様にF1撤退を発表したホンダF1やBMWザウバーとは異なり、チーム売却による参戦継続の可能性は低かった。
前述のコンコルド協定の問題については、2010年（平成22年）からのF1参戦を目指すセルビアのステファンGPが、TMGの契約を引き継ぐ形で参戦するとの観測が流れたが、技術提携のみの関係で基本合意したことが発表された。2010年シーズン用に開発中だったTF110をステファンGPが使用し、TMGスタッフの一部も移籍するという形でF1への関与が続くはずであったが、2010年3月3日にFIAが発表した2010年F1エントリーリストにステファンGPの名は載っておらず、参戦は実現しなかった。TMGは開幕戦開始日にリリースを発表し、F1に関わる技術・開発・供給支援を終了し、同チームとの提携も解消となった。
同年5月5日、ドイツ・ケルンのTMG敷地内でTF110が公開され、走行も行われた。マシンは2台が製作され、1台はカーボン地の黒のまま、もう1台はステファンGPの要望により赤に塗装されていた。TDPメンバーで2007-2009年までウィリアムズからF1に参戦し、ステファンGPのドライバー候補でもあった中嶋一貴がドライブを担当した。中嶋のトヨタF1マシンドライブは、公式的には2009年のトヨタモータースポーツフェスティバルで旧型マシンを走らせて以来。
また、同年にはヒスパニア・レーシング・F1チームとの提携に向けた交渉が行われ、契約も結ばれていたが、11月の期限にこのチームが支払いをしなかったため、パートナーシップは築かれなかった。

#### 技術面でのF1への関与
2010年8月からは、ブリヂストンに代わって2011年よりF1のワンメイクタイヤ供給を担当するピレリと契約し、2009年型のTF109を2010年のレギュレーションに適合させる改造を行った上で、タイヤテストの為にマシンやスタッフを提供した。テストドライバーは当初ニック・ハイドフェルドが起用されたが、後にロマン・グロージャンやペドロ・デ・ラ・ロサなどが交代で務めた。なおテストに2010年型のTF110ではなく1年落ちのTF109を使用しているのは、ピレリによれば「TF110は走行データが不足しているのに対し、TF109は実戦でのデータが豊富にある」ためとしている。TF109は2011年までテストプログラムに使用された。
TMGはF1撤退後、ピレリのF1タイヤテストへのマシン供給のほか、電気レーシングカーの開発など多数のハイテクプロジェクトを委託している。その委託業務には、現在参戦中のF1チームからの開発作業・製造委託、風洞貸出などの業務もある。シャシー部門シニア・ゼネラル・マネージャーだったパスカル・バセロンもシャシー・エンジニアリング部長としてチームに留まっている。特に風洞に関しては他チームから高い評価を受けており、フェラーリ・F138のように、自社風洞を一切使わずTMGの風洞のみで空力開発を行った車が登場したほどである。
2012年3月には、元B・A・Rのマネージャーとして知られるクレイグ・ポロック率いるP.U.R.E社が、2014年からのF1参戦を目指してTMGとエンジン開発契約を結んだことが発表された。P.U.R.EはTMGファクトリーの設備を借りて、2014年より導入される1.6リッター・V型6気筒ターボエンジンの開発準備を行う。ただしP.U.R.Eは資金難のため2012年7月に活動を停止しており、このエンジン開発は事実上頓挫している。

### ハースとの提携
2024年10月、トヨタがハースF1チームとの提携を結んだことが公式発表された。元々ハースとは、同年6月頃から同チーム代表の小松礼雄のもとをトヨタ関係者が訪れる、小松が逆にル・マン参戦中のトヨタチームを表敬訪問するなどの動きがあり、度々提携の噂が流れていた。具体的にはトヨタのドライバーやエンジニア・メカニックがハースに出向し、テストへの参加・空力開発などを共同で行う予定。ただ一方で、トヨタによるワークス参戦やパワーユニット（PU）供給などについては明確に否定されており、提携の記者会見に臨んだ豊田章男も「"トヨタF1復帰"とは書かないで欲しい」と釘を差している。

## 戦績
| 年   | シャーシ エンジン             | タイヤ | ドライバー   | 1   | 2   | 3   | 4   | 5   | 6   | 7   | 8   | 9   | 10  | 11  | 12  | 13  | 14  | 15  | 16  | 17  | 18  | 19  | ポイント | ランキング |
| ---- | ----------------------------- | ------ | ------------ | --- | --- | --- | --- | --- | --- | --- | --- | --- | --- | --- | --- | --- | --- | --- | --- | --- | --- | --- | -------- | ---------- |
| 2002 | TF102 トヨタRVX-02 V10        | M      |              | AUS | MAL | BRA | SMR | ESP | AUT | MON | CAN | EUR | GBR | FRA | GER | HUN | BEL | ITA | USA | JPN |     |     | 2        | 10位       |
| 2002 | TF102 トヨタRVX-02 V10        | M      | サロ         | 6   | 12  | 6   | Ret | 9   | 8   | Ret | Ret | Ret | Ret | Ret | 9   | 15  | 7   | 11  | 14  | 8   |     |     | 2        | 10位       |
| 2002 | TF102 トヨタRVX-02 V10        | M      | マクニッシュ | Ret | 7   | Ret | Ret | 8   | 9   | Ret | Ret | 14  | Ret | 11  | Ret | 14  | 9   | Ret | 15  | INJ |     |     | 2        | 10位       |
| 2003 | TF103 トヨタRVX-03 V10        | M      |              | AUS | MAL | BRA | SMR | ESP | AUT | MON | CAN | EUR | FRA | GBR | GER | HUN | ITA | USA | JPN |     |     |     | 16       | 8位        |
| 2003 | TF103 トヨタRVX-03 V10        | M      | パニス       | Ret | Ret | Ret | 9   | Ret | Ret | 13  | 8   | Ret | 8   | 11  | 5   | Ret | Ret | Ret | 10  |     |     |     | 16       | 8位        |
| 2003 | TF103 トヨタRVX-03 V10        | M      | ダ・マッタ   | Ret | 11  | 10  | 12  | 6   | 10  | 9   | 11  | Ret | 11  | 7   | 6   | 11  | Ret | 9   | 7   |     |     |     | 16       | 8位        |
| 2004 | TF104 TF104B トヨタRVX-04 V10 | M      |              | AUS | MAL | BHR | SMR | ESP | MON | EUR | CAN | USA | FRA | GBR | GER | HUN | BEL | ITA | CHN | JPN | BRA |     | 9        | 8位        |
| 2004 | TF104 TF104B トヨタRVX-04 V10 | M      | ダ・マッタ   | 12  | 9   | 10  | Ret | 13  | 6   | Ret | DSQ | Ret | 14  | 13  | Ret |     |     |     |     |     |     |     | 9        | 8位        |
| 2004 | TF104 TF104B トヨタRVX-04 V10 | M      | パニス       | 13  | 12  | 9   | 11  | Ret | 8   | 11  | DSQ | 5   | 15  | Ret | 14  | 11  | 8   | Ret | 14  | 14  |     |     | 9        | 8位        |
| 2004 | TF104 TF104B トヨタRVX-04 V10 | M      | ゾンタ       |     |     |     |     |     |     |     |     |     |     |     |     | Ret | 10  | 11  | Ret |     | 13  |     | 9        | 8位        |
| 2004 | TF104 TF104B トヨタRVX-04 V10 | M      | トゥルーリ   |     |     |     |     |     |     |     |     |     |     |     |     |     |     |     |     | 11  | 12  |     | 9        | 8位        |
| 2005 | TF105 TF105B トヨタRVX-05 V10 | M      |              | AUS | MAL | BHR | SMR | ESP | MON | EUR | CAN | USA | FRA | GBR | GER | HUN | TUR | ITA | BEL | BRA | JPN | CHN | 88       | 4位        |
| 2005 | TF105 TF105B トヨタRVX-05 V10 | M      | トゥルーリ   | 9   | 2   | 2   | 5   | 3   | 10  | 8   | Ret | DNS | 5   | 9   | 14  | 4   | 6   | 5   | Ret | 13  | Ret | 15  | 88       | 4位        |
| 2005 | TF105 TF105B トヨタRVX-05 V10 | M      | シューマッハ | 12  | 5   | 4   | 9   | 4   | 6   | Ret | 6   |     | 7   | 8   | 6   | 3   | 12  | 6   | 7   | 8   | 8   | 3   | 88       | 4位        |
| 2005 | TF105 TF105B トヨタRVX-05 V10 | M      | ゾンタ       |     |     |     |     |     |     |     |     | DNS |     |     |     |     |     |     |     |     |     |     | 88       | 4位        |
| 2006 | TF106 TF106B トヨタRVX-06 V8  | B      |              | BHR | MAL | AUS | SMR | EUR | ESP | MON | GBR | CAN | USA | FRA | GER | HUN | TUR | ITA | CHN | JPN | BRA |     | 35       | 6位        |
| 2006 | TF106 TF106B トヨタRVX-06 V8  | B      | シューマッハ | 14  | 8   | 3   | 9   | Ret | Ret | 8   | Ret | Ret | Ret | 4   | 9   | 6   | 7   | 15  | Ret | 7   | Ret |     | 35       | 6位        |
| 2006 | TF106 TF106B トヨタRVX-06 V8  | B      | トゥルーリ   | 16  | 9   | Ret | Ret | 9   | 10  | 17  | 11  | 6   | 4   | Ret | 7   | 12  | 9   | 7   | Ret | 6   | Ret |     | 35       | 6位        |
| 2007 | TF107 トヨタRVX-07 V8         | B      |              | AUS | MAL | BHR | ESP | MON | CAN | USA | FRA | GBR | EUR | HUN | TUR | ITA | BEL | JPN | CHN | BRA |     |     | 13       | 6位        |
| 2007 | TF107 トヨタRVX-07 V8         | B      | シューマッハ | 8   | 15  | 12  | Ret | 16  | 8   | Ret | 10  | Ret | Ret | 6   | 12  | 15  | 10  | Ret | Ret | 11  |     |     | 13       | 6位        |
| 2007 | TF107 トヨタRVX-07 V8         | B      | トゥルーリ   | 9   | 7   | 7   | Ret | 15  | Ret | 6   | Ret | Ret | 13  | 10  | 16  | 11  | 11  | 13  | 13  | 8   |     |     | 13       | 6位        |
| 2008 | TF108 トヨタRVX-08 V8         | B      |              | AUS | MAL | BHR | ESP | TUR | MON | CAN | FRA | GBR | GER | HUN | EUR | BEL | ITA | SIN | JPN | CHN | BRA |     | 56       | 5位        |
| 2008 | TF108 トヨタRVX-08 V8         | B      | トゥルーリ   | Ret | 4   | 6   | 8   | 10  | 13  | 6   | 3   | 7   | 9   | 7   | 5   | 16  | 13  | Ret | 5   | Ret | 8   |     | 56       | 5位        |
| 2008 | TF108 トヨタRVX-08 V8         | B      | グロック     | Ret | Ret | 9   | 11  | 13  | 12  | 4   | 11  | 12  | Ret | 2   | 7   | 9   | 11  | 4   | Ret | 7   | 6   |     | 56       | 5位        |
| 2009 | TF109 トヨタRVX-09 V8         | B      |              | AUS | MAL | CHN | BHR | ESP | MON | TUR | GBR | GER | HUN | EUR | BEL | ITA | SIN | JPN | BRA | ABU |     |     | 59.5     | 5位        |
| 2009 | TF109 トヨタRVX-09 V8         | B      | トゥルーリ   | 3   | 4†  | Ret | 3   | Ret | 13  | 4   | 7   | 17  | 8   | 13  | Ret | 14  | 12  | 2   | Ret | 7   |     |     | 59.5     | 5位        |
| 2009 | TF109 トヨタRVX-09 V8         | B      | グロック     | 4   | 3†  | 7   | 7   | 10  | 10  | 8   | 9   | 9   | 6   | 14  | 10  | 11  | 2   | Inj | -   | -   |     |     | 59.5     | 5位        |
| 2009 | TF109 トヨタRVX-09 V8         | B      | 小林         | -   | -   | -   | -   | -   | -   | -   | -   | -   | -   | -   | -   | -   | -   | -   | 9   | 6   |     |     | 59.5     | 5位        |

- 太字はポールポジション、斜字はファステストラップ。(key)

†は規定周回数の75%を消化せずレース終了、通常の半分のポイントを加算。小林可夢偉は第16戦よりグロックに代わって参戦。

## ギャラリー
- ワークス（2002年 - 2009年）

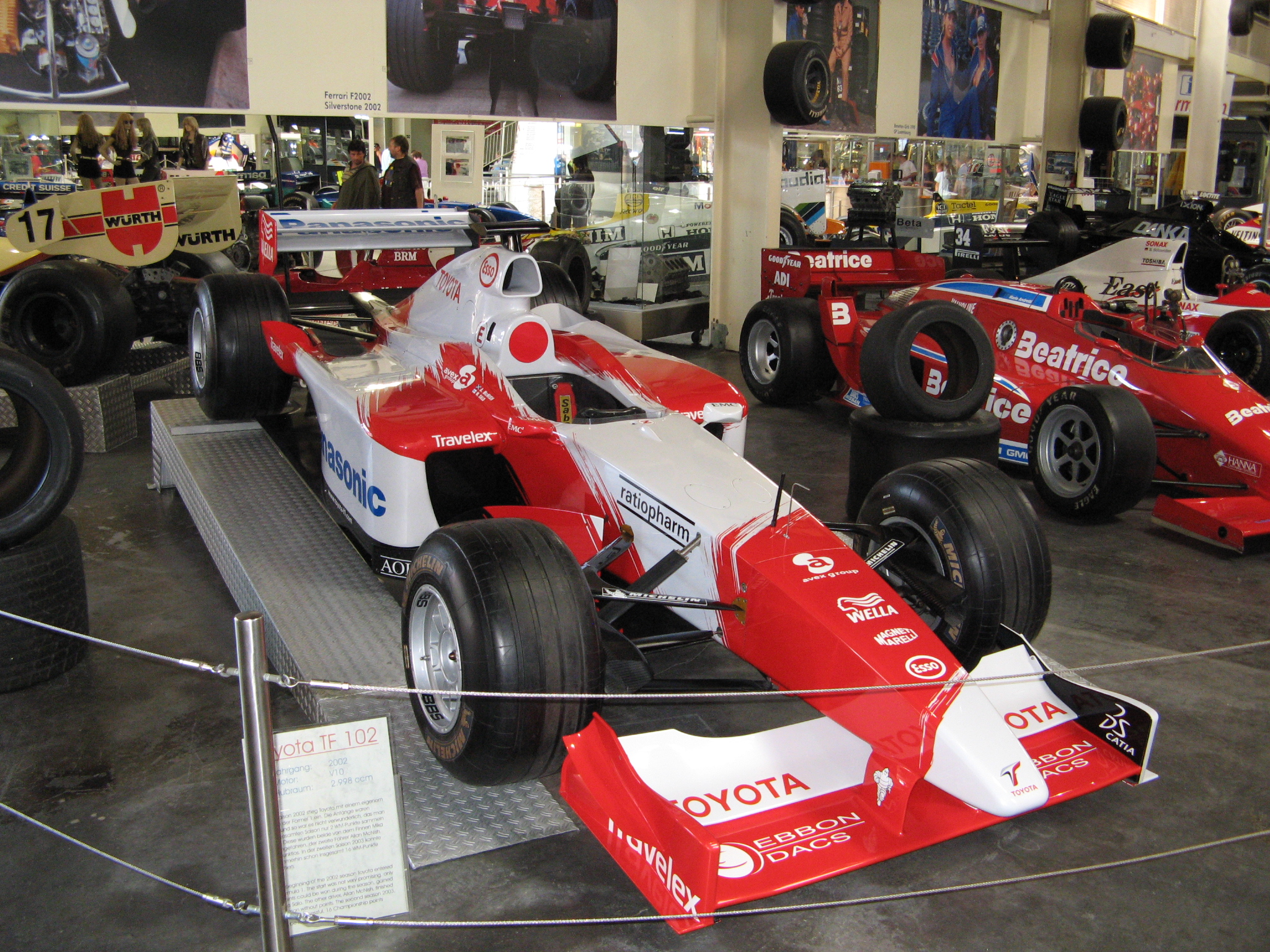
TF102
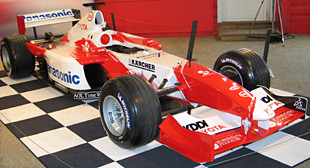
TF103
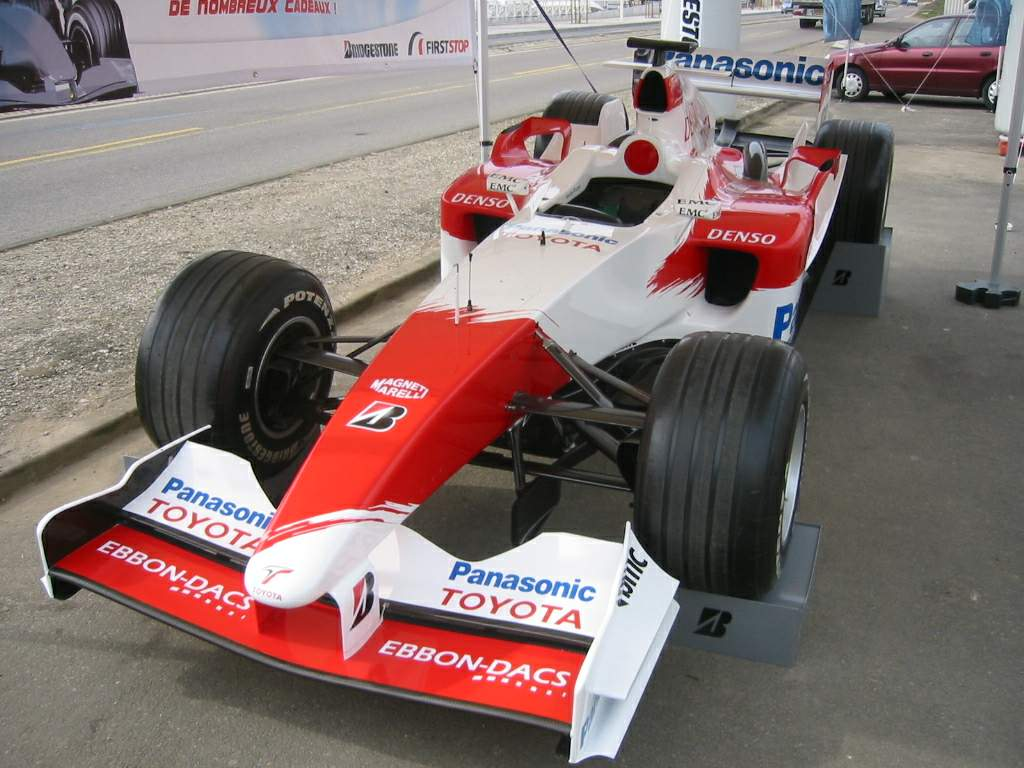
TF104
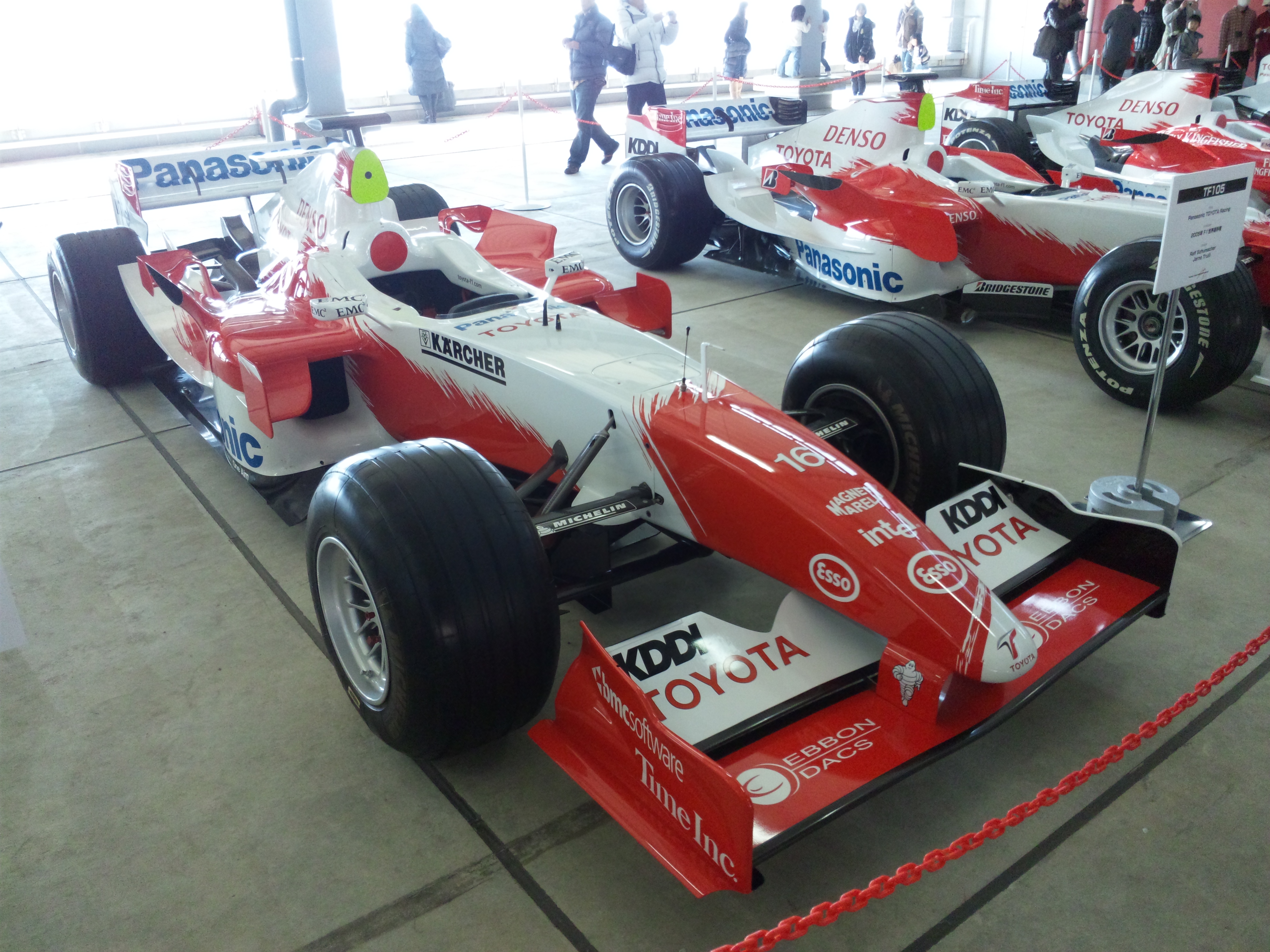
TF105
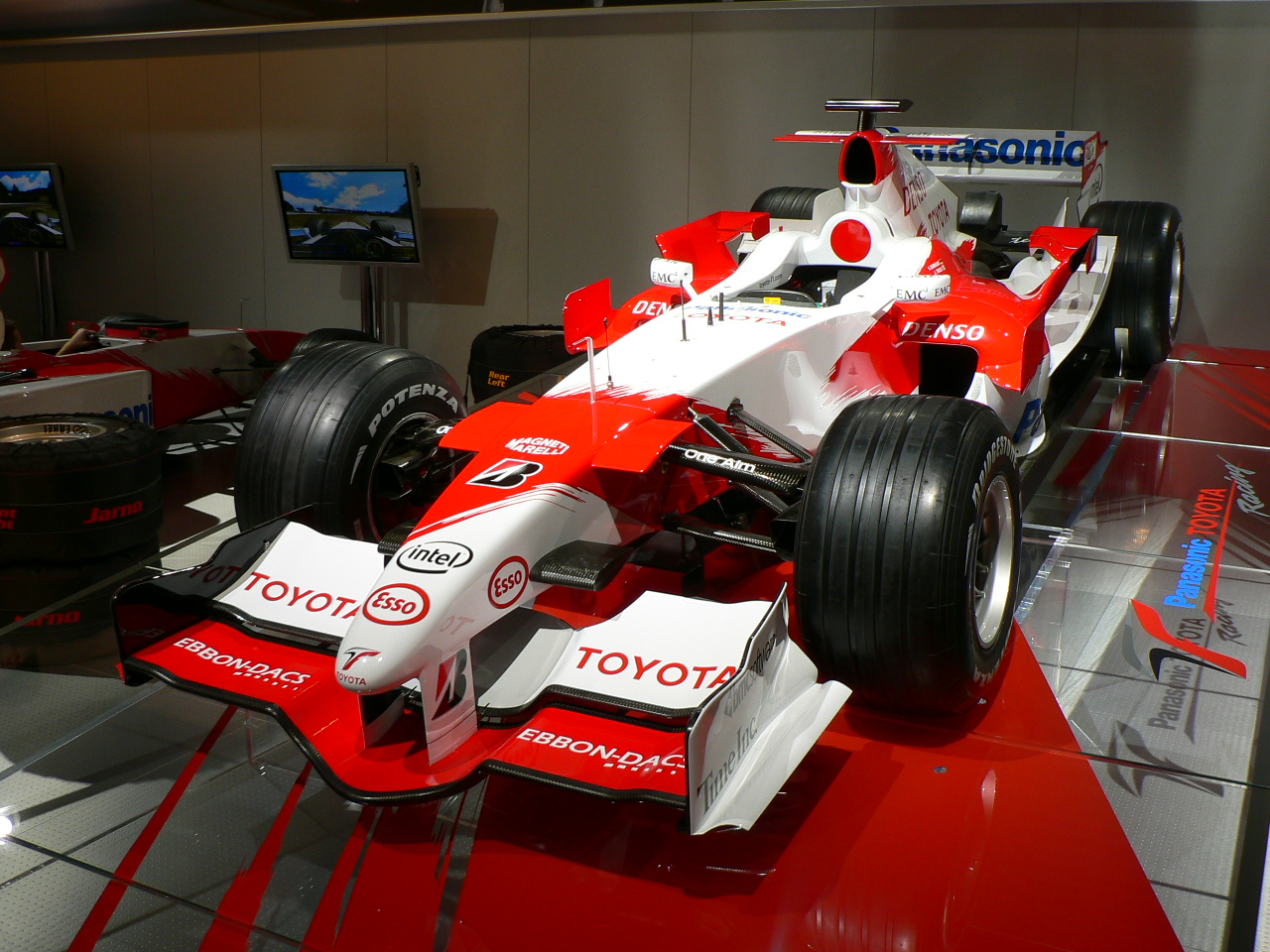
TF106
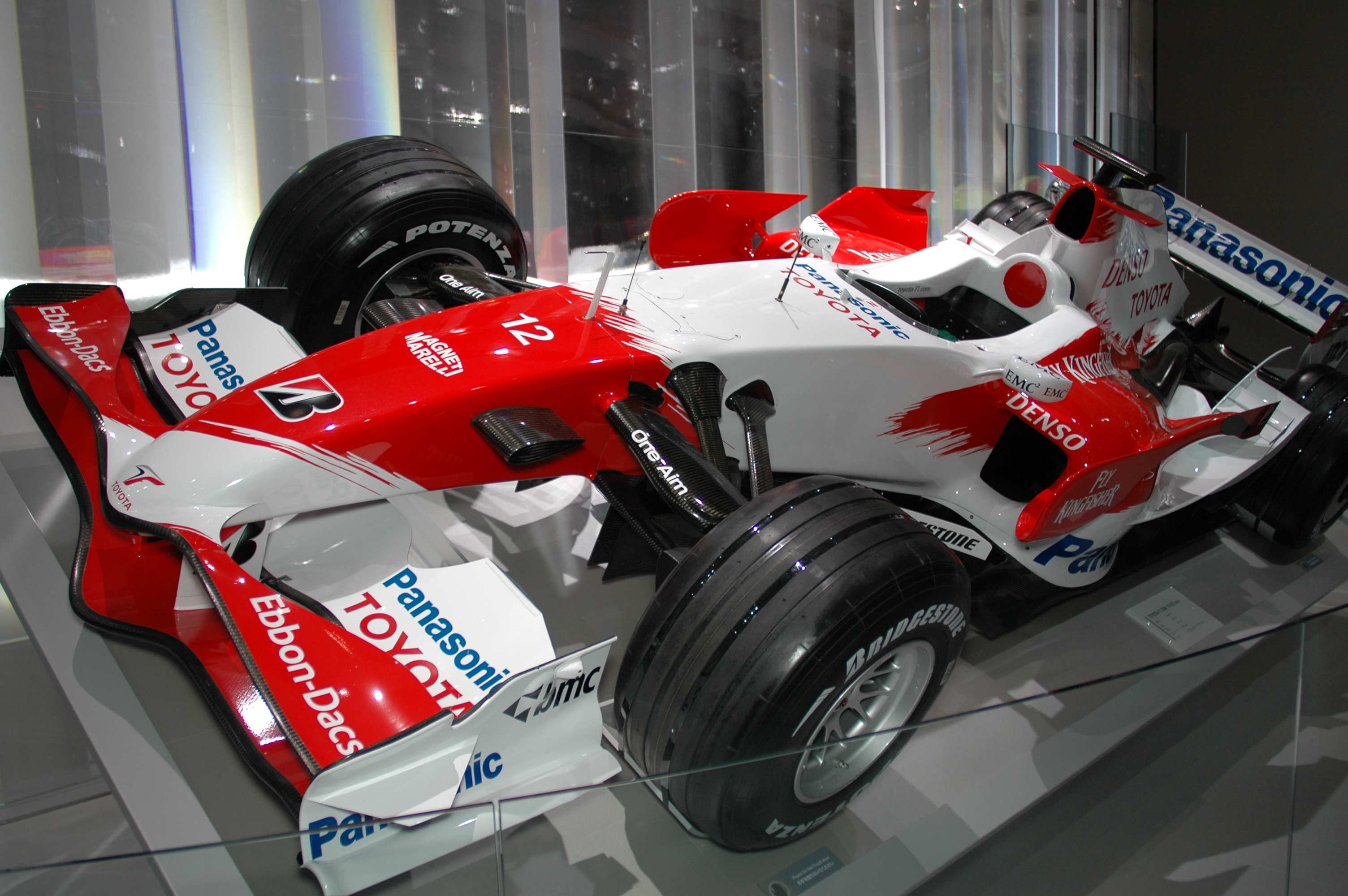
TF107
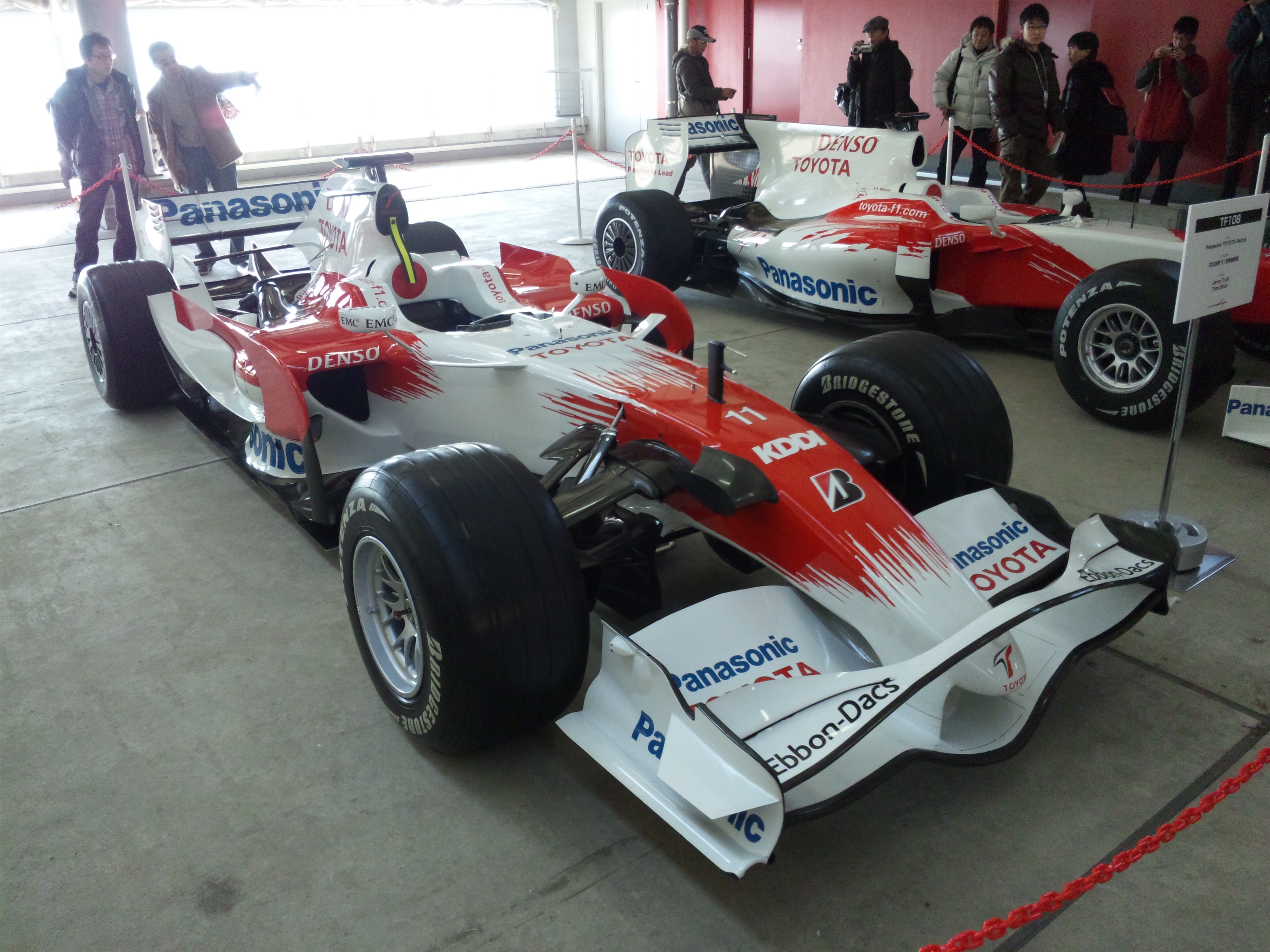
TF108
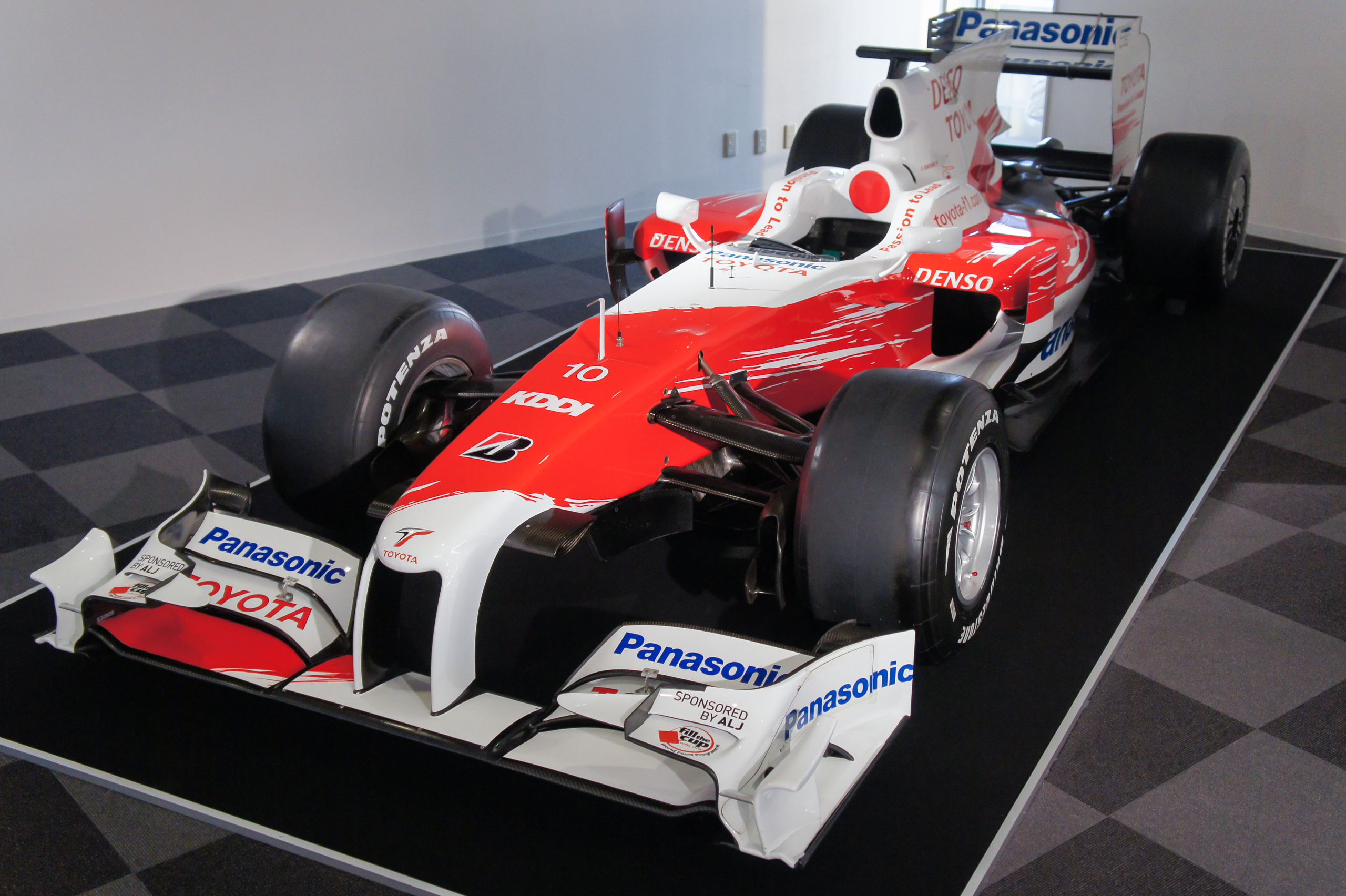
TF109

- サプライヤー（2005年 - 2009年）

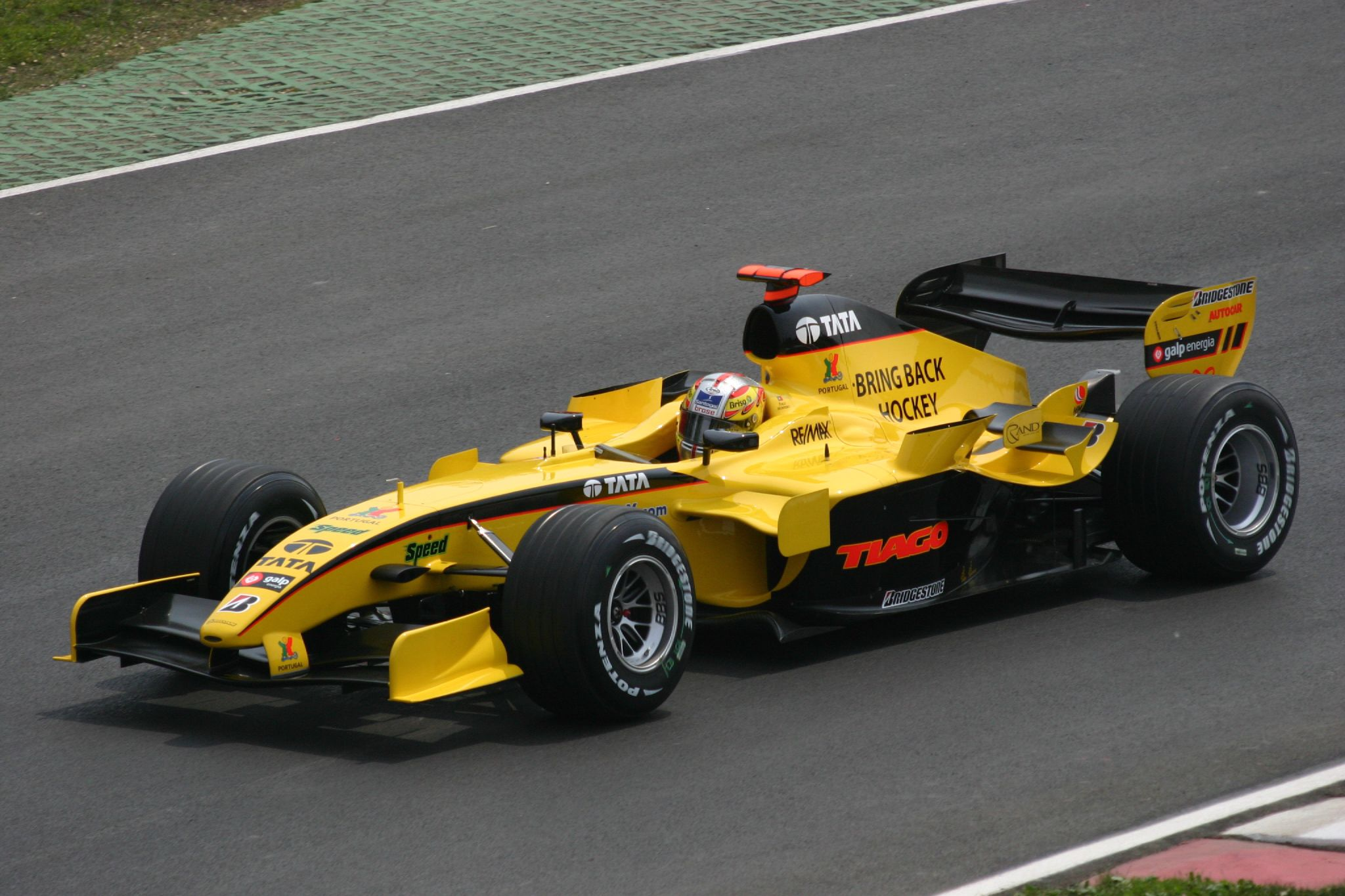
ジョーダン・EJ15
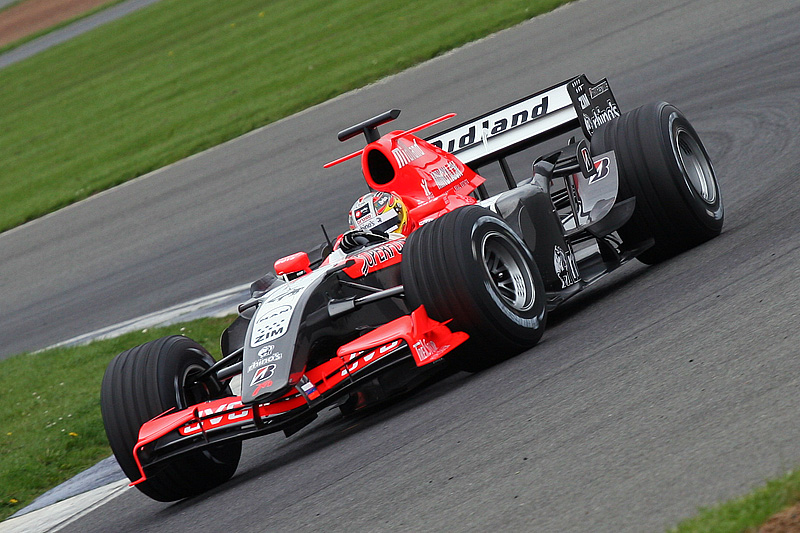
ミッドランド・M16
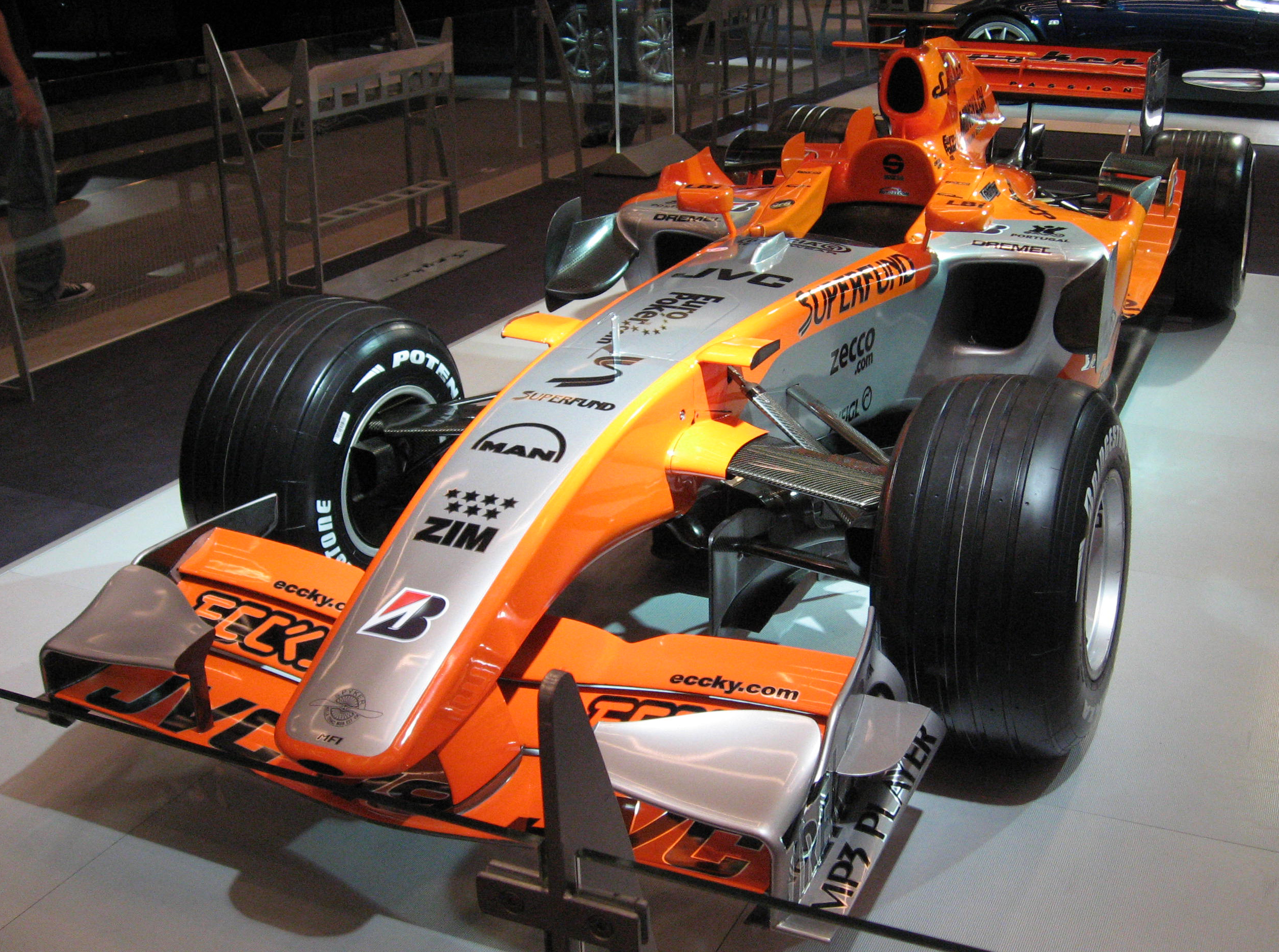
M16 スパイカーF1仕様
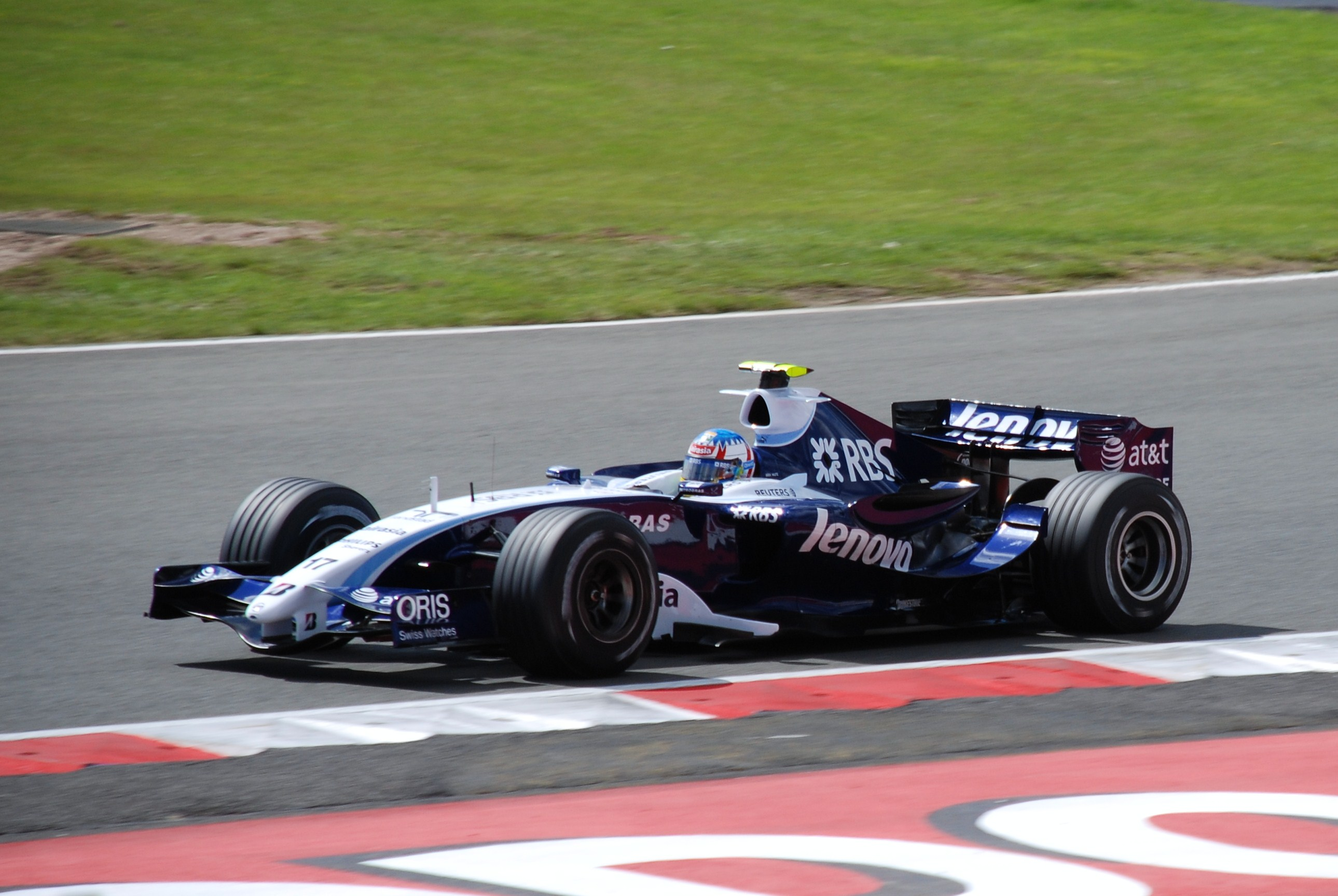
ウィリアムズ・FW29
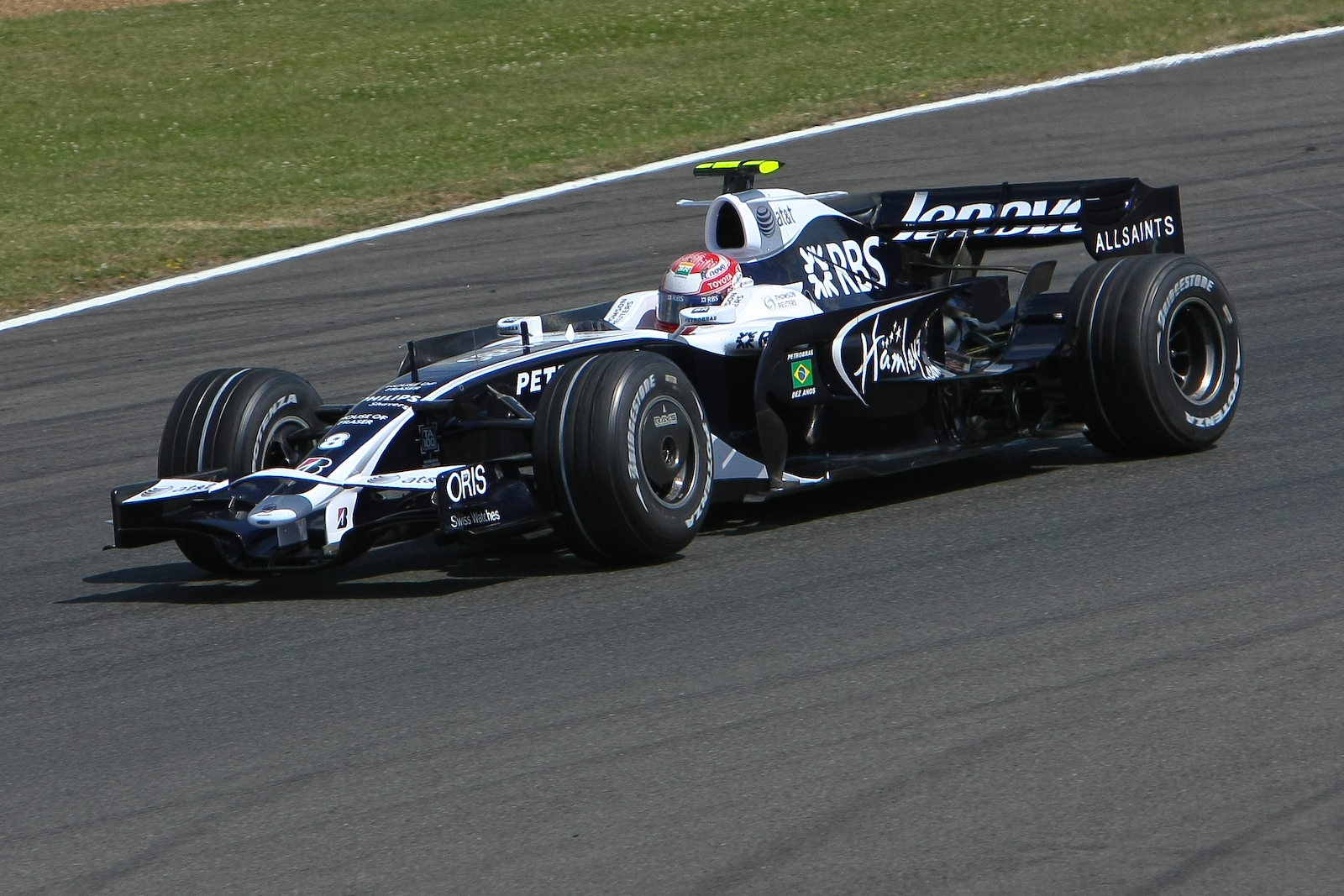
ウィリアムズ・FW30
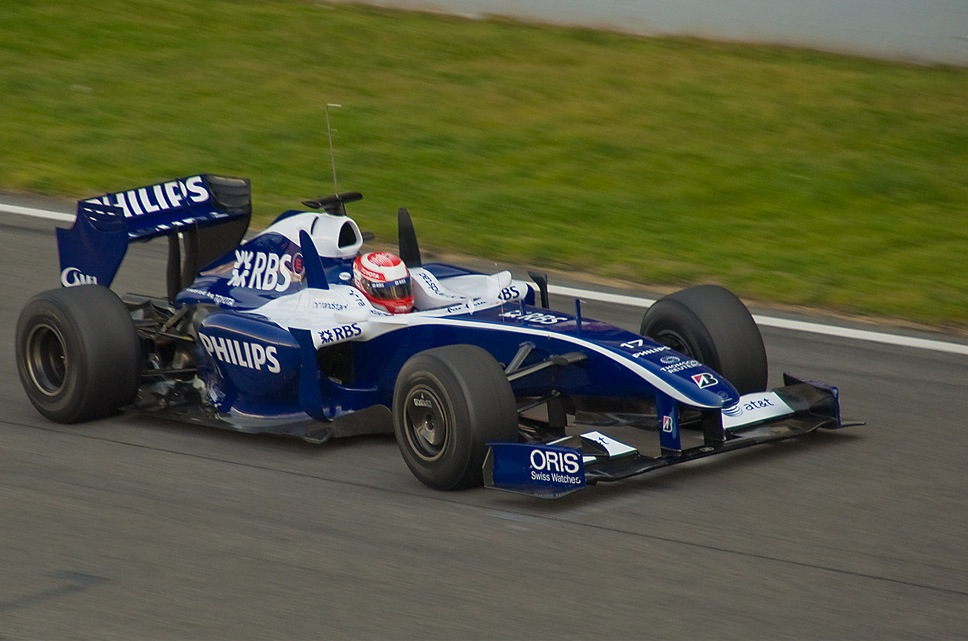
ウィリアムズ・FW31

## その他

### 恵まれた体制
トヨタの年間予算額は公式発表されていないが、F1関連メディアの調査によると全チームの中でもトップクラスにあったとみられている。『F1 Racing』誌調べの2006年度総支出額は、全チーム中1位となる約481億円（1ドル=115円換算）。また、「Formula Money」調べでは、2005〜2008年の各年の年間推定支出額は1位のホンダに次ぐ3億ドルとされている。
ピーク時には本拠地であるTMGに1,000人の従業員を抱え、最新の実験設備で開発を行っていた。トップチームの場合、大小2基の大型風洞を稼動しているが、測定データの擦り合わせ（キャリブレーション）に手間取ることがある。トヨタは2007年に第1風洞の隣に同サイズの第2風洞を完成させ、開発速度と精度を高めようとした。トヨタのF1撤退後も、フェラーリら複数のチームがこの設備をレンタルしている。
通算0勝、年間ランキング最高4位という成績を見れば、巨額の投資に対するコストパフォーマンスは悪かった。『F1 Racing』の数字ではルノーの2006年の予算は6番目（約373億円）だったが、この年のダブルタイトルを獲得している。

### トヨタウェイ
大手自動車メーカーがF1に参入する場合、既存チームを買収して技術・人材・マネージメントといったリソースを利用するのが一般的である。ホンダの場合は、B・A・Rへのエンジン供給に始まり、2006年から自社ワークス化している。しかし、この方法では2005年に撤退したフォード（ジャガー）のように、オーナー（企業）と現場（チーム）の理念が一致しない場合がある。
トヨタは新規にチームを立ち上げただけでなく、「効率化（無駄よけ）」「課題の共有」「改善 (kaizen) 」といった本業の自動車製造における成功原理（トヨタ式）をモータースポーツにも導入し、独自のスタイルで頂点を目指そうとした。傑出した人材よりも組織の協調性を重んじ、2006年にマイク・ガスコインを解任してからは、パスカル・バセロンら各部門の開発責任者を横並びで配置する集団体制を採った。また、ドライバーの移籍市場でもチャンピオン経験者を積極的に採ろうとしなかった。最終的には、その試みが実を結ぶ前にF1撤退の日を迎えるに至った。
トヨタに6年在籍したヤルノ・トゥルーリは、のちにこう語っている。

### 組織力の欠如
ヤルノ・トゥルーリは2013年のインタビューで、元TMG社長のジョン・ハウェットを「あの位置にいるべきでは無かった」と批判している。ハウェットはわざわざライバルに助言を求めてロス・ブラウンとエイドリアン・ニューウェイのどちらも獲得することをやめたり、タイヤ屋のパスカル・バセロンを技術陣のトップに置いたりと適材適所という面で大きな足枷になったという。

### 遺産
後年こそ表彰台やPPを獲得するなど上位チームとしての存在感を示したものの、大々的に資金を投じながら未勝利に終わったトヨタのF1活動はあまり良い印象で語られることは無い。しかし一方で、現在のトヨタのモータースポーツ活動に大きな遺産を遺している。
活動拠点のTMGはその最たるもので、F1のために投資された最新鋭の設備と技術はWECのチャンピオンマシンであるTS040、ル・マン優勝マシンのTS050及びGR010を生み出した。また2018年にマニュファクチャラーズチャンピオンとなったヤリスWRCのエンジン（GRE）もTMGが開発を担当している。人材面でも同様で、上述のGREの開発責任者である青木徳生はF1時代からTMGに関わっていた。
思想面でも、莫大な資金を徒らに消耗するようなレースのやり方は反省され、WECのLMP1でライバルだったアウディ・ポルシェに比べ低コストで運用されていたという。

## スポンサー

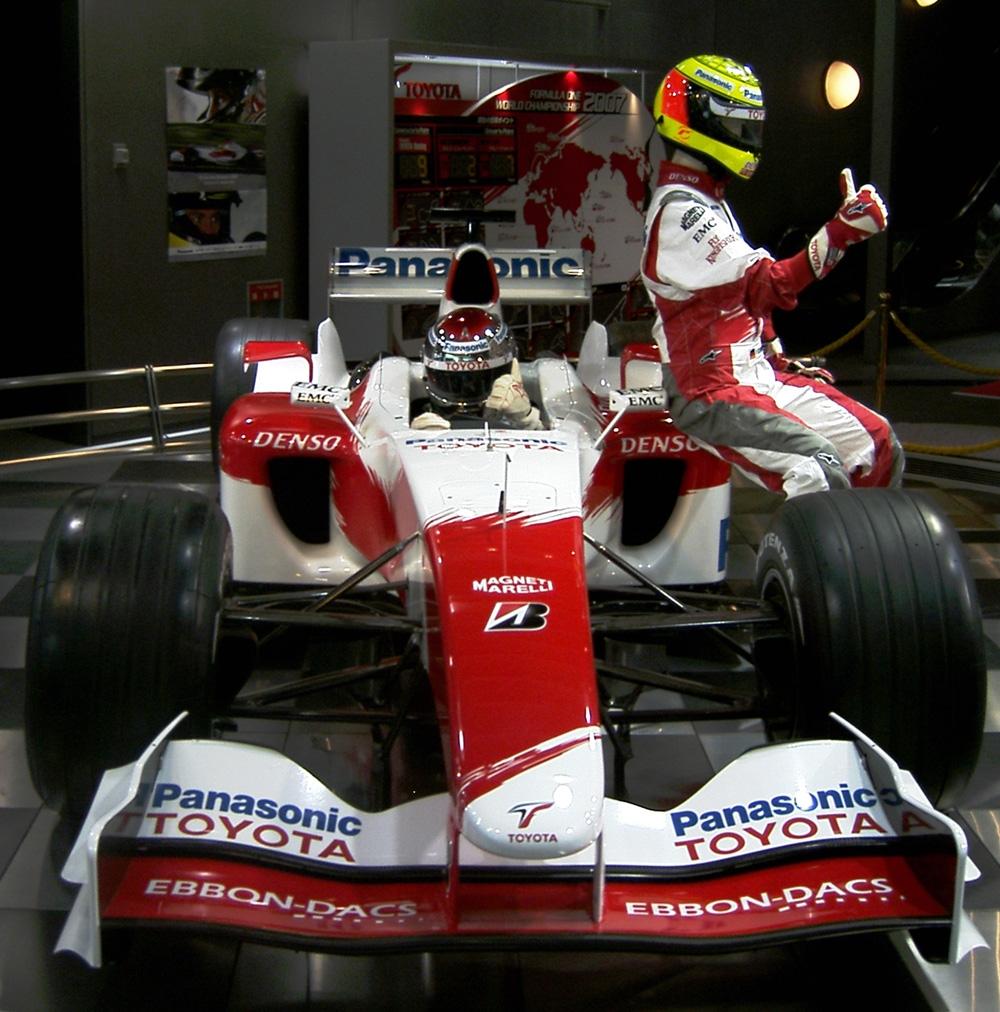
TF104　アムラックス1Fに展示（2007年現在）

- パナソニック - メインスポンサーで総合家電企業
- デンソー - 自動車部品の日本最大手。トヨタグループ
- BMCソフトウェア - ソフトウェア開発
- ブリヂストン - タイヤを提供
- ダッソー・システムズ　- 3次元コンピュータグラフィックスによる設計ソフトウェア開発
- エボンダックス - ソフトウェア開発
- EMC - ソフトウェア開発
- エクソンモービル - エッソブランドで潤滑油、燃料を提供
- インテル - ハードウェア開発
- KDDI - 総合通信事業。同社大株主。2009年現在京セラに次ぐ第2位
- マニエッティ・マレリ -  自動車電子部品の提供
- タイム・インク - アメリカの出版社
- アルパインスターズ - レーシングスーツ等の提供
- フューチャースポーツ - ドイツのフィットネス企業
- 京都機械工具（KTC） - 工具の提供
- MAN - トランスポーターの提供
- ユーロウィンド - チームに天気予報を提供
- ノーチラス - フィットネス用品を提供
- タカタ - シートベルトを提供
- ウルト